# Hermanos Gutiérrez
 (juillet 2025).
La mise en forme du texte ne suit pas les recommandations de Wikipédia : il faut le « wikifier ».
Les points d'amélioration suivants sont les cas les plus fréquents :
- Les titres sont pré-formatés par le logiciel. Ils ne sont ni en capitales, ni en gras.
- Le texte ne doit pas être écrit en capitales (les noms de famille non plus), ni en gras, ni en italique, ni en « petit »…
- Le gras n'est utilisé que pour surligner le titre de l'article dans l'introduction, une seule fois.
- L'italique est rarement utilisé : mots en langue étrangère, titres d'œuvres, noms de bateaux, etc.
- Les citations ne sont pas en italique mais en corps de texte normal. Elles sont entourées par des guillemets français : « et ».
- Les listes à puces sont à éviter, des paragraphes rédigés étant largement préférés. Les tableaux sont à réserver à la présentation de données structurées (résultats, etc.).
- Les appels de note de bas de page (petits chiffres en exposant, introduits par l'outil «  Source ») sont à placer entre la fin de phrase et le point final[comme ça].
- Les liens internes (vers d'autres articles de Wikipédia) sont à choisir avec parcimonie. Créez des liens vers des articles approfondissant le sujet. Les termes génériques sans rapport avec le sujet sont à éviter, ainsi que les répétitions de liens vers un même terme.
- Les liens externes sont à placer uniquement dans une section « Liens externes », à la fin de l'article. Ces liens sont à choisir avec parcimonie suivant les règles définies. Si un lien sert de source à l'article, son insertion dans le texte est à faire par les notes de bas de page.
- La présentation des références doit suivre les conventions bibliographiques. Il est recommandé d'utiliser les modèles {{Ouvrage}}, {{Chapitre}}, {{Article}}, {{Lien web}} et/ou {{Bibliographie}}. Le mode d'édition visuel peut mettre en forme automatiquement les références.
- Insérer une infobox (cadre d'informations à droite) n'est pas obligatoire pour parachever la mise en page.

Pour une aide détaillée, merci de consulter Aide:Wikification.
Si vous pensez que ces points ont été résolus, vous pouvez retirer ce bandeau et améliorer la mise en forme d'un autre article.
Hermanos Gutiérrez est un groupe instrumental de musique latine, formé en 2015 à Zurich par les frères équatoriano‑suisses Alejandro Gutiérrez (guitare et guitare lap steel) et Estevan Gutiérrez (guitare et percussions).

## Histoire
Alejandro et Estevan Gutiérrez, deux des quatre enfants d’un père suisse et d’une mère équatorienne, ont grandi en Suisse et rendaient fréquemment visite à leur famille à Playas, en Équateur,,,. Vers neuf ans, Estevan apprend la guitare classique dans des styles latins (milonga, salsa) et, surfeur, s’inspire de Jack Johnson,. Alejandro, huit ans plus jeune, apprend en autodidacte via YouTube,. Le groupe naît en 2015 lors d’une jam chez Alejandro à Zurich pendant la visite d’Estevan,.
Leurs trois premiers albums (8 Años, El Camino de mi Alma, Hoy Como Ayer) puisent dans la musique latine. Un voyage au Mexique et dans le sud‑ouest des États-Unis en février 2020 inspire le quatrième album, Hijos del Sol, teinté de sonorités western. Un clip de huit minutes sort le 25 septembre 2020.
El Bueno y el Malo, leur premier projet non‑indépendant, est enregistré à Nashville avec Dan Auerbach des The Black Keys et sorti le 28 octobre 2022 sur Easy Eye Sound,. L’album s’inspire de la bande originale de Ennio Morricone pour Le Bon, la Brute et le Truand. Il est acclamé par la critique et transporte mentalement vers les paysages du Spaghetti Western,. Des titres de l’album composent leur set pour le Tiny Desk Concert de NPR en janvier 2023. Cette même année, Auerbach est nommé au Grammy du producteur non classique en partie pour son travail avec Hermanos Gutiérrez.

## Style musical
Leur style mêle aujourd’hui musique latine et occidentale,. Jon Freeman de Rolling Stone note leur "approche minimale de leur musique instrumentale à la guitare… c’est une musique qui chante sans chanteur, lyrique sans paroles". Brian Sandford, dans The Santa Fe New Mexican, écrit que leurs morceaux "alternent entre rythmé et sombre, mystérieux et solitaire".
Alejandro joue de la guitare électrique et de la  lap steel guitar, tandis qu’Estevan joue de la guitare électrique et des percussions (bongos, maracas, etc.),. NPR écrit que les frères ont une alchimie telle qu’« ils tissent des lignes de guitare si imbriquées qu’à l’écoute, on ne sait pas où l’une commence et l’autre finit »,. À propos de leur sens du rythme, Auerbach plaisante : « Ils sont suisse ».
Leurs influences précoces incluent Julio Jaramillo; plus tard viennent des compositeurs de films comme Ennio Morricone et Gustavo Santaolalla.

## Discographie[14]

### Albums studio
| Titre                | Détails                                                                                               | Classement (US) |
| Titre                | Détails                                                                                               | Billboard 200   |
| -------------------- | --- | --------------- |
| 8 Años               | * Sorti : 6 janvier 2017; Label : autoproduit; Format : téléchargement/streaming                      | —               |
| El Camino de mi Alma | * Sorti : 23 mai 2018; Label : autoproduit; Format : téléchargement/streaming                         | —               |
| Hoy Como Ayer        | * Sorti : 27 septembre 2019; Label : autoproduit; Format : téléchargement/streaming                   | —               |
| Hijos del Sol        | * Sorti : 25 septembre 2020; Label : autoproduit; Format : téléchargement/streaming                   | —               |
| El Bueno y el Malo   | * Sorti : 28 octobre 2022; Label : Easy Eye Sound/Concord; Format : LP, CD, téléchargement, streaming | —               |
| Sonido Cósmico       | * Sorti : 14 juin 2024; Label : Easy Eye Sound/Concord; Format : LP, CD, téléchargement, streaming    | 193             |

### Compilations
| Titre       | Détails                                                                                |
| ----------- | -------------------------------------------------------------------------------------- |
| Eternamente | * Sorti : 3 décembre 2021; Label : autoproduit; Format : LP, téléchargement, streaming |